# カーロ・マーニンカ
カーロ・マーニンカ (Kaarlo Hannes Maaninka、1953年12月25日 - )は、フィンランドの陸上競技選手。トラックの長距離種目の選手で、1980年モスクワオリンピックにおいて5000mでは13分22秒00の記録で、エチオピアのミルツ・イフター(Miruts Yifter)、タンザニアのスレイマン・ニャンブイ(Suleiman Nyambui)に次いで銅メダルを、10000mでは27分44秒28で、エチオピアのミルツ・イフター(Miruts Yifter)に次いで銀メダルを獲得した。
マーニンカは引退後に、いくつかの大会でレース前に血液ドーピングを行ったことを認めた。

## 記録
| 年   | 大会         | 場所                   | 種目   | 結果 | 記録       |
| ---- | ------------ | ---------------------- | ------ | ---- | ---------- |
| 1980 | オリンピック | モスクワ(ソビエト連邦) | 5000m  | 3位  | 13分22秒00 |
| 1980 | オリンピック | モスクワ(ソビエト連邦) | 10000m | 2位  | 27分44秒28 |